# Fontenay-lès-Briis
Fontenay-lès-Briis är en kommun i departementet Essonne i regionen Île-de-France i norra Frankrike. Kommunen ligger i kantonen Limours som tillhör arrondissementet Palaiseau. År 2022 hade Fontenay-lès-Briis 2 322 invånare.

## Befolkningsutveckling
Antalet invånare i kommunen Fontenay-lès-Briis
| Referens: INSEE |